# Reseda sessilifolia
Reseda sessilifolia és una espècie vegetal herbàcia descrita per M. Thulin. L'espècie R. sessilifolia està inclosa en el gènere Reseda i la família de les Resedàcies. No hi ha cap subespècie a la llista del catàleg d'espècies.
Els individus d'aquesta espècie creixen en turons guixosos amb poca densitat i alçades superiors a 1300 m. L'ecoregió on és inclòs l'hàbitat de la R. sessilifolia és el de Boscos montans xeròfits somalis.
Els individus són arbusts amb branques semi-llenyoses d'alçades des de 0,2 fins a 2 metres.